# Brodaer Holz
Das Brodaer Holz ist ein Waldgebiet in Mecklenburg-Vorpommern. Es erstreckt sich auf einer Fläche von 860 Hektar entlang des Westufers des Tollensesees vom Neubrandenburger Ortsteil Broda über die Gemeinde Wulkenzin bis zum Penzliner Ortsteil Alt Rehse. Das Mischwaldgebiet ist Teil des Landschaftsschutzgebietes „Tollensebecken“.

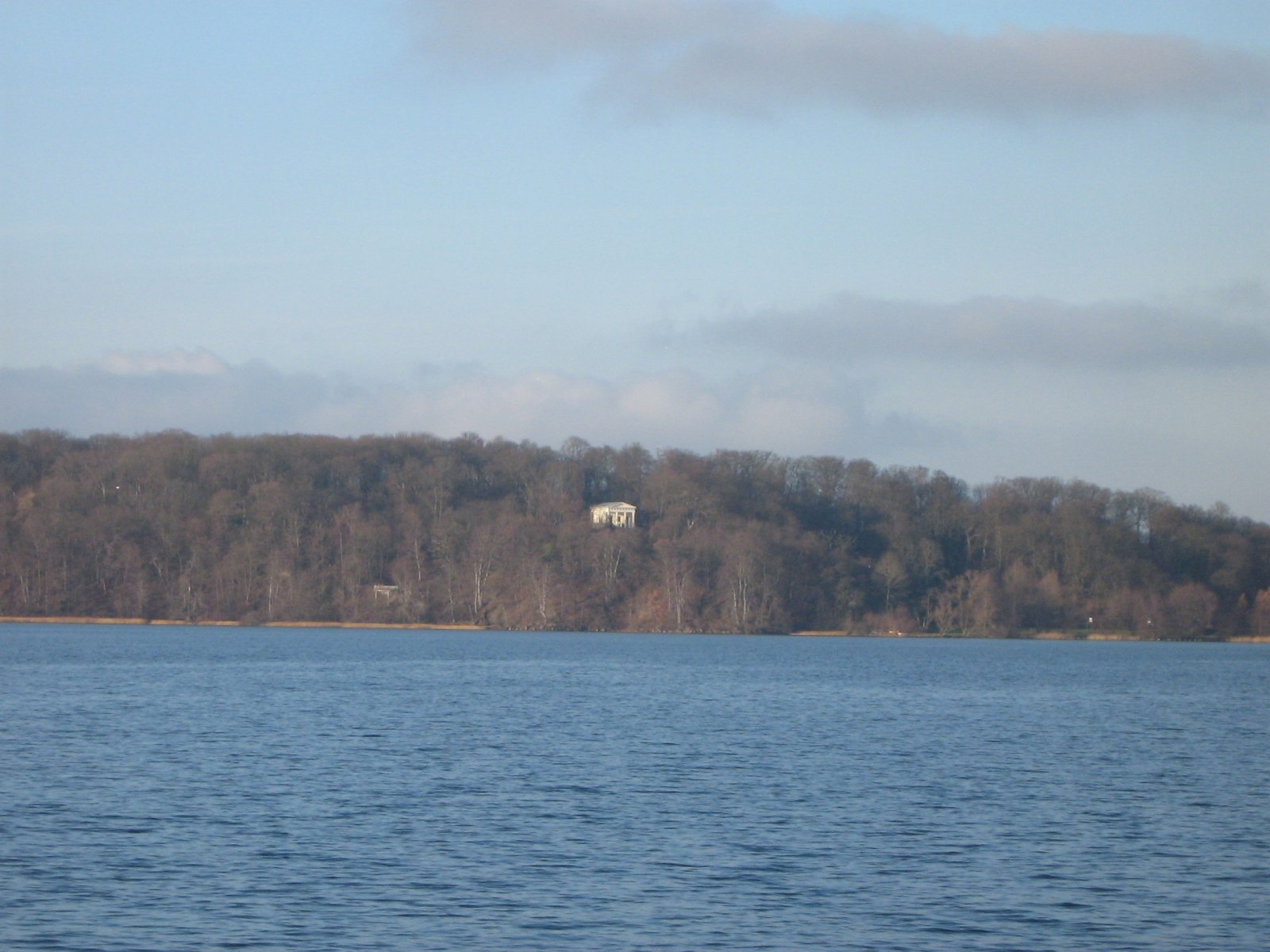
Blick über den Tollensesee zum nördlichen Brodaer Holz mit Belvedere

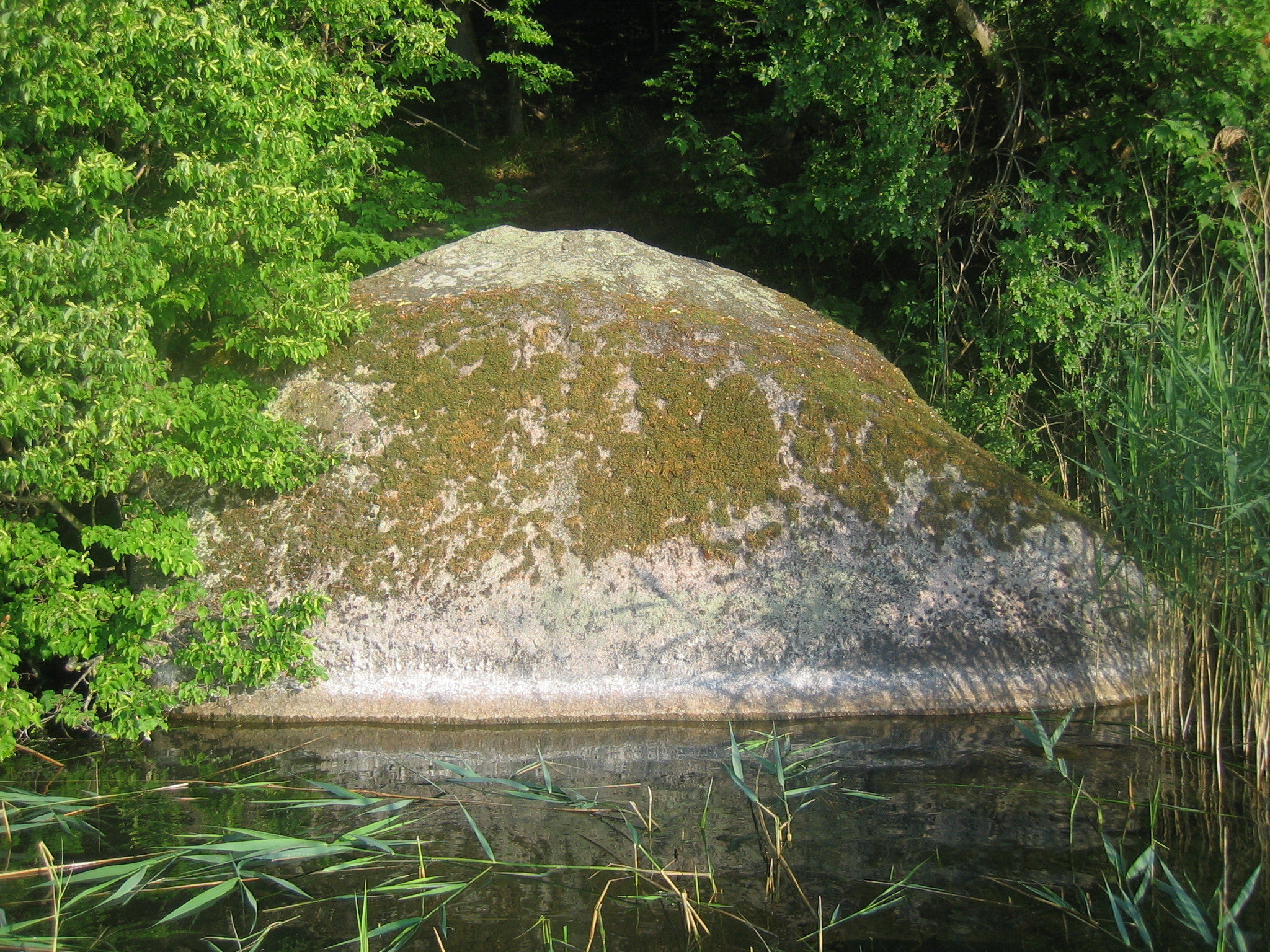
Findling Landvermessers Ruh´

Die Geländehöhen liegen zwischen 15 Meter am Tollensesee und 103 Meter bei Neuendorf. Das Relief entstand nach der letzten Eiszeit durch ablaufende Schmelzwasser und Bodenerosion. Aus dieser Zeit stammen auch Findlinge, wie der bei Gatsch-Eck liegende Block „Landvermessers Ruh“ mit einem Volumen von 14 Kubikmetern und einer Masse von 37 Tonnen.
Im Mittelalter gehörte das Gebiet zum Kloster Broda und kam im Zuge der Reformation in den Besitz der mecklenburgischen Herzöge. Diese ließen 1775 im Brodaer Holz ein Sommerhaus errichten, an dessen Stelle heute das Belvedere steht. Bereits im 19. Jahrhundert war das Waldgebiet ein beliebtes Ausflugsziel. Spaziergänger und Wanderer konnten in Gaststätten wie dem alten Forsthaus und im Waldrestaurant Jakobi einkehren. Bei Broda wurde ein Badehaus errichtet, weitere Badestellen entstanden bei Buchort und Gatsch-Eck, wo sich heute ein Campingplatz befindet. Das Gebiet ist durch ausgeschilderte Rad- und Wanderwege erschlossen. 

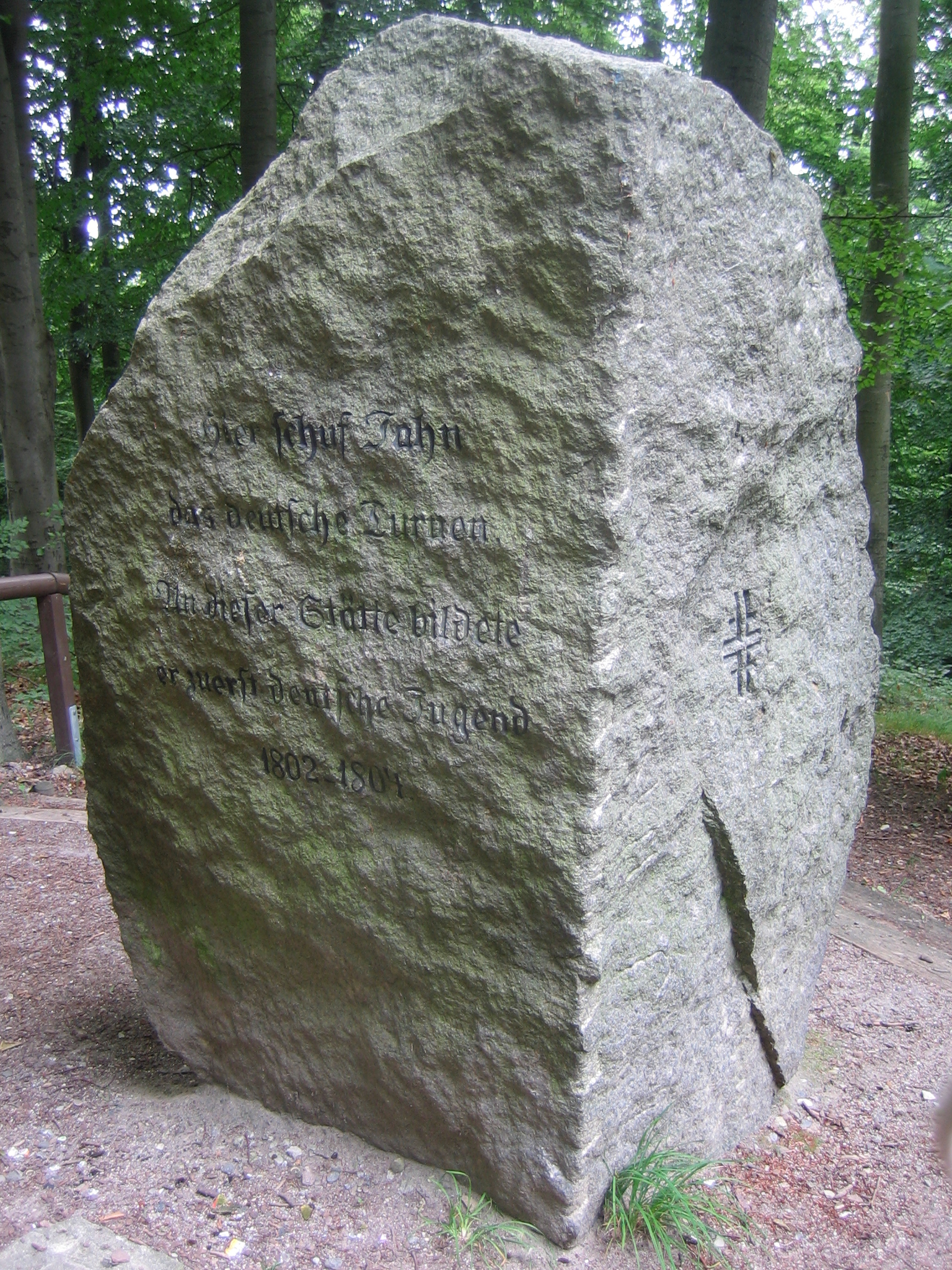
Jahnstein

Zu Ehren von Friedrich Ludwig Jahn, der hier in seiner Neubrandenburger Zeit von 1802 bis 1804 Sport trieb, wurde 1928 ein Gedenkstein errichtet. Er steht auf der nach ihm benannten Jahnshöhe. 